# Sericicultura

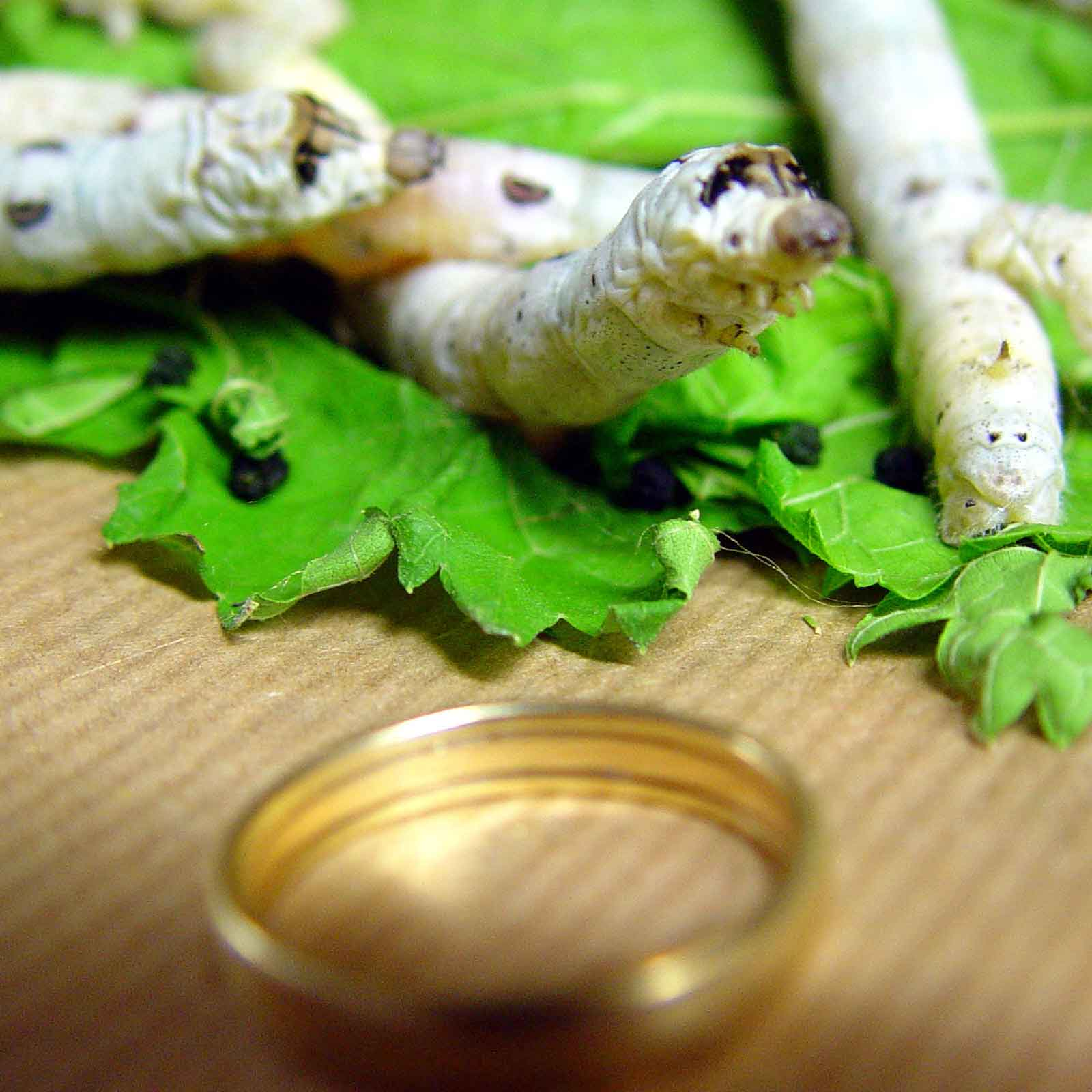
Gusano de seda Bombyx mori.

Se entiende por sericicultura o sericultura la cría del gusano de seda (Bombyx mori) con un conjunto de técnicas para producir capullos y, con ellos, la seda misma como producto textil final. Se cree que la seda se produjo por primera vez en China ya en el período Neolítico. La sericultura se ha convertido en una importante industria casera en países como Brasil, China, Francia, India, Italia, Japón, Corea y Rusia. Hoy, China e India son los dos principales productores, con más del 60% de la producción mundial anual.

## Historia
Las primeras referencias a la cría del gusano Bombyx mori por el hombre para la obtención de seda datan de 3400 a. C., en las regiones cálidas de la actual China (Hainan, Anhui, Fujian y Jiangxi fundamentalmente) donde abundaba el árbol de la morera. La crianza se realizaba en las aldeas y abastecía a las familias primero, siendo el excedente para intercambios con otras comunidades, sobre todo del interior. Hacia el año 2900 a. C. se aprecia un cambio en la sociedad que empieza a evaluar el trabajo de la sericicultura como un arte y una actividad agroindustrial muy provechosa. Hasta ese momento se mantenía la actividad a un espacio territorial reducido. Será la emperatriz Sihing-Chi la que alrededor del año 2600 a. C. fomentará entre la nobleza china el arte de cultivar e hilar la seda, empezando a destacar la obtención de distintas variedades según calidad. Se atribuye a esta época el inicio de cruces entre las distintas especies de moreras para que la alimentación del gusano ofreciera sedas de texturas distintas. Esta difusión entre la aristocracia restringió la fabricación artesanal en las aldeas, al elevarse la sericicultura a un arte sagrado en donde se limitaba quienes podían realizarlo. Algunas técnicas se llegaron a considerar secretas. Por un lado esta actitud de reserva perjudicó el comercio de la seda que se había incrementado y tenía entre sus más fieles protectores a los emperadores; por otro, permitió las mejoras de las técnicas de cría.
Tras el breve paréntesis de la irrupción de la nobleza guardando para sí la sericicultura, se produjo una explosión dentro de China con esta industria. En los territorios costeros desde el paralelo 38° norte hasta cerca de la frontera con la actual Vietnam se expandió la cría de gusanos de seda. Se dictaron normas sobre la protección de la actividad y se prohibió expresamente que los gusanos de seda pudieran salir de los confines del imperio, con penas que llegaban hasta la muerte a quienes violaran dichas normas. Se constituyeron gremios que guardaban celosamente técnicas de cría y de hilado.
Pero todas estas medidas resultaron poco útiles. Hacia el año 600 a. C. los japoneses y persas ya conocían el arte de la seda. En ambos territorios se extendió la actividad de manera imparable. Los persas, que hasta entonces habían importado la seda de China, encontraron un material mucho más barato con el que confeccionar ricas prendas textiles e incrementar sus intercambios con los pueblos mediterráneos. En Japón se extendería hasta el punto de generar graves conflictos entre los agricultores y las autoridades, dado que las beneficios de la seda eran incomparables a los cultivos tradicionales y se abandonaron campos y tierras, disminuyendo la producción agrícola.
Se considera que en la India la sericicultura se abrió paso a través del Tíbet en el siglo VII a. C. Otros historiadores sitúan la expansión en India como consecuencia de dos cargamentos de gusanos que recalaron en sus costas y de los cuales se apropiaron. 
Durante un tiempo la sericicultura queda reducida a la zona que va de Persia a China (dirección oeste-este) y de la actual Turkmenistán a la India (dirección norte-sur). Las medidas proteccionistas chinas habían sido ineficaces y lo serían también las dictadas por los persas. La seda es conocida en la Antigua Grecia y también por los fenicios. El clima mediterráneo es perfectamente adecuado para la actividad. Textiles en seda se conocieron entre el siglo II a. C. y el I a. C. que no tenían manufactura persa, china o hindú. Sin embargo, la gran producción mundial y la calidad se concentraba todavía en China. En el siglo II a. C., el emperador chino Wudi, de la dinastía Han, envía al general Zhang Qian para abrir el comercio exterior con la zona occidental y establece la primera ruta de la seda.
La leyenda cuenta que hacia el 550, monjes griegos evangelizando Persia guardaron en el interior de sus bastones semillas del árbol de la morera y huevos de los gusanos, introduciendo la especie en el Mediterráneo. Ésta es una versión discutible pues hacía tiempo que ya no era un gran secreto. De todas maneras será con los griegos como se traslade la sericicultura hacia todo el mediterráneo occidental y el norte de África. En el siglo VI d. C., el contrabando de huevos de gusanos de seda en el Imperio Bizantino condujo a su establecimiento en el Mediterráneo, siendo un monopolio en el Imperio Bizantino durante siglos (seda bizantina). En 1147, durante la Segunda Cruzada, Roger II de Sicilia (1095-1154) atacó Corinto y Tebas, dos importantes centros de producción de seda bizantina, capturando a los tejedores y su equipo y estableciendo sus propias fábricas de seda en Palermo y Calabria, finalmente extendiendo la industria a Europa Occidental.

Proceso tradicional chino
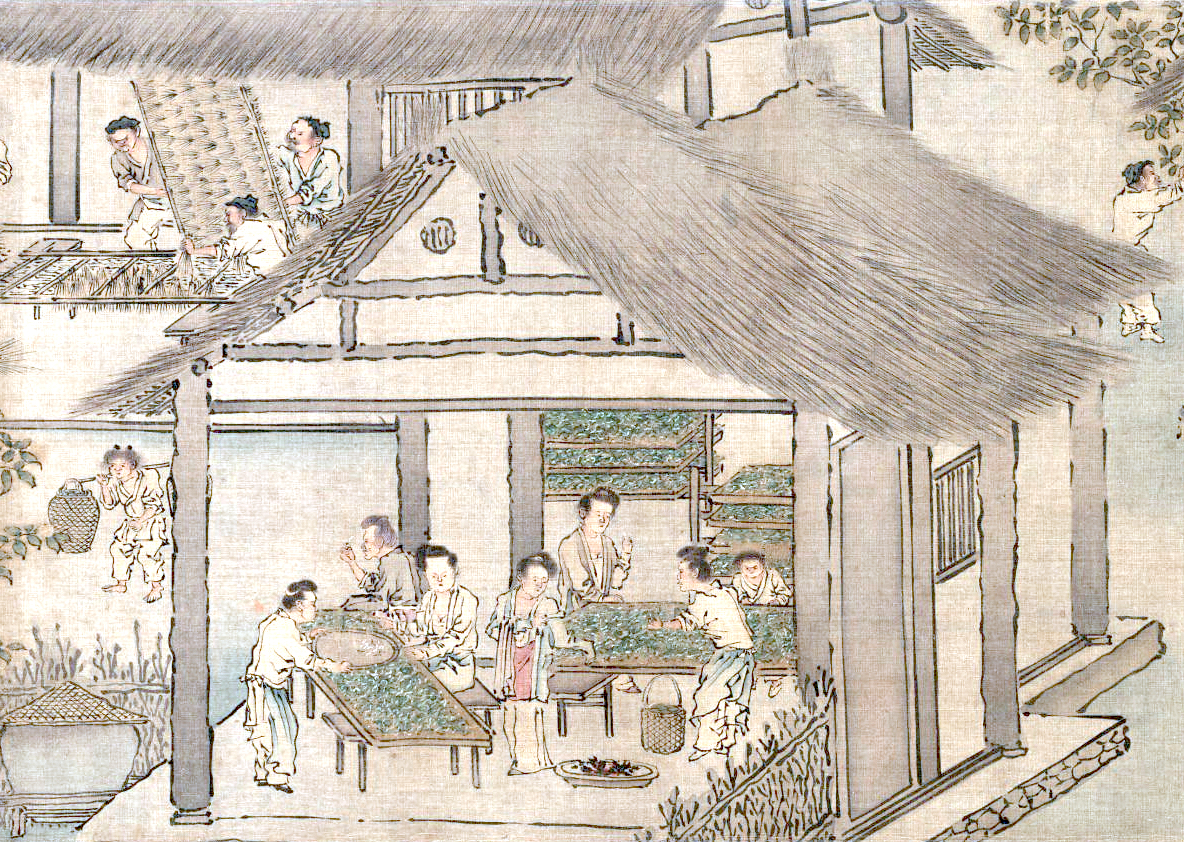
Los gusanos de seda y las hojas de morera se colocan en bandejas.
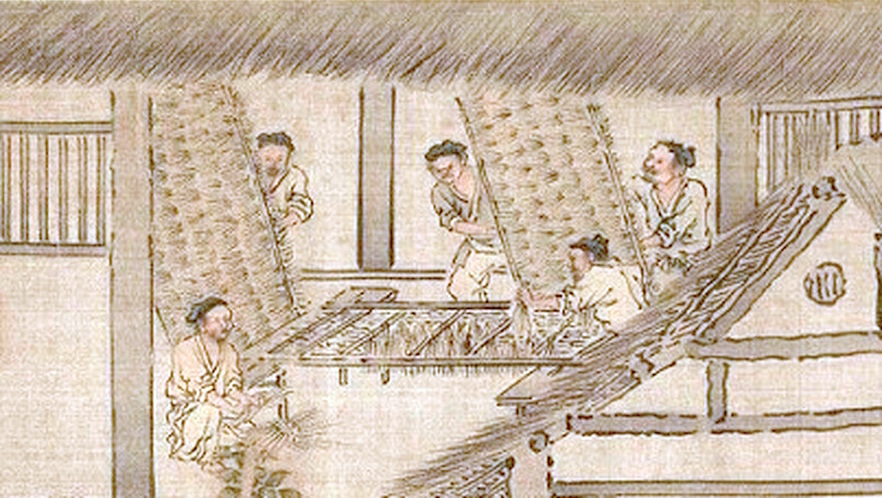
Se preparan marcos de ramitas para los gusanos de seda.
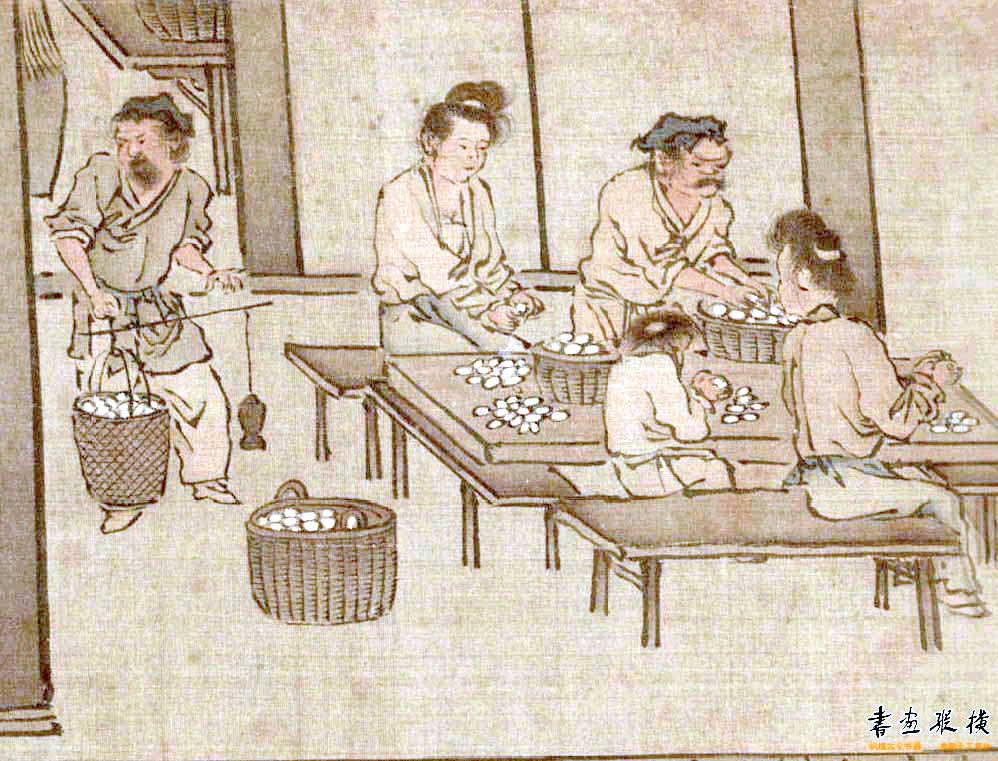
Se pesan los capullos.
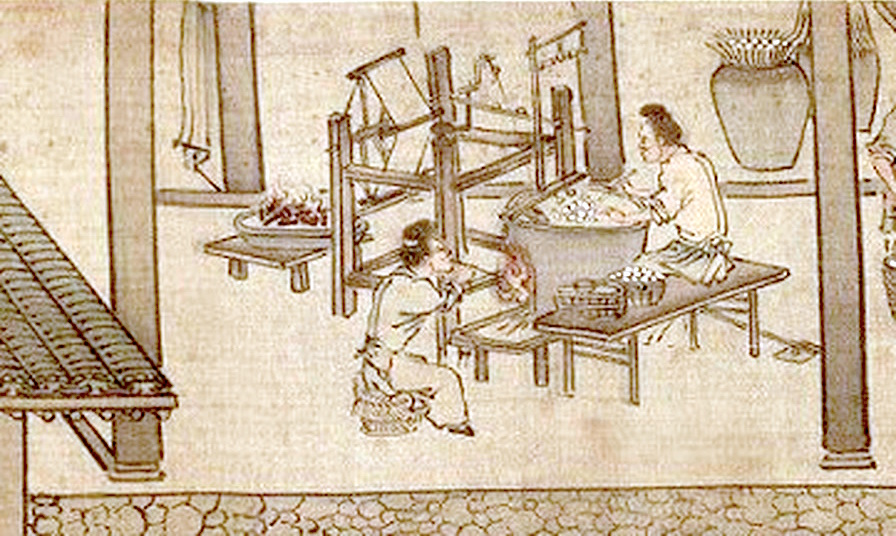
Los capullos se empapan y la seda se enrolla en carretes.
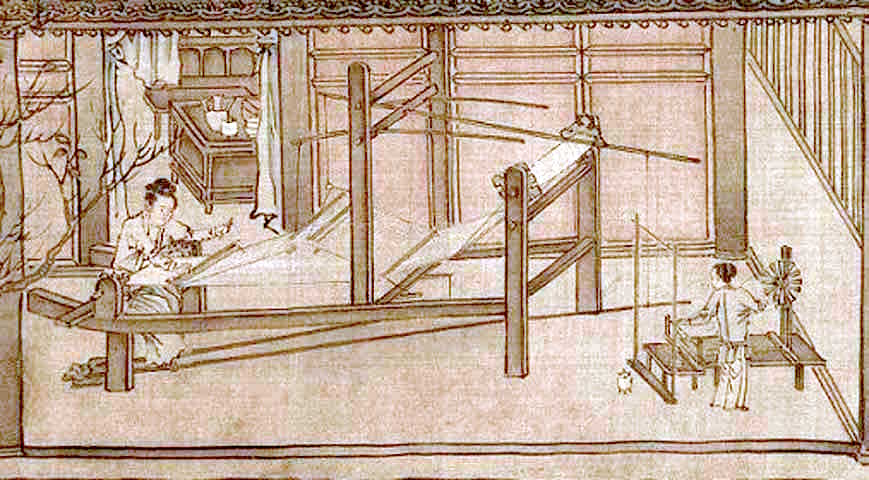
La seda se teje en un telar.

## El gusano de seda autóctono español
Las primeras larvas del gusano de seda español autóctono (Bombyx mori ligneus) llegaron a España con la invasión musulmana en el siglo VII y su principal centro fue la localidad granadina de Galera, hasta el punto de que al gusano autóctono se le llegó a llamar "gusano de Galera". Después se le llamó "gusano de Almería" por los comerciantes genoveses que atracaban en ese puerto en el siglo XV en busca de seda y larvas. Se realizó durante muchos siglos una gran selección artificial para obtener el gusano más resistente y productivo, elaborándose no solo una fina tela, sino sedales y suturas. Los expertos han identificado hasta trece variedades distintas originadas en España. En Murcia fue una industria fundamental hasta el siglo XIX, cuando una plaga de pebrina de dimensión europea arruinó el negocio y la apertura del canal de Suez facilitó el comercio directo sedero con China y vinieron gusanos de allí que compitieron con el autóctono. El desdén de la política agraria franquista acabó con la especie en España, aunque no en Italia, donde los genoveses habían introducido la especie, ni en América. En la actualidad existe un proyecto para recuperar genéticamente este gusano autóctono.
España e Italia se convirtieron en grandes productores, sobre todo las zonas de Andalucía y Murcia, y se dictaron disposiciones para proteger el cultivo. Serán los españoles los que trasladen a América la industria de la seda, con excelentes resultados. Sin embargo las medidas proteccionistas españolas y portuguesas evitaron su extensión hasta épocas más recientes, cuando los distintos países colonizados alcanzaron su independencia.

## Técnicas de cría y producción

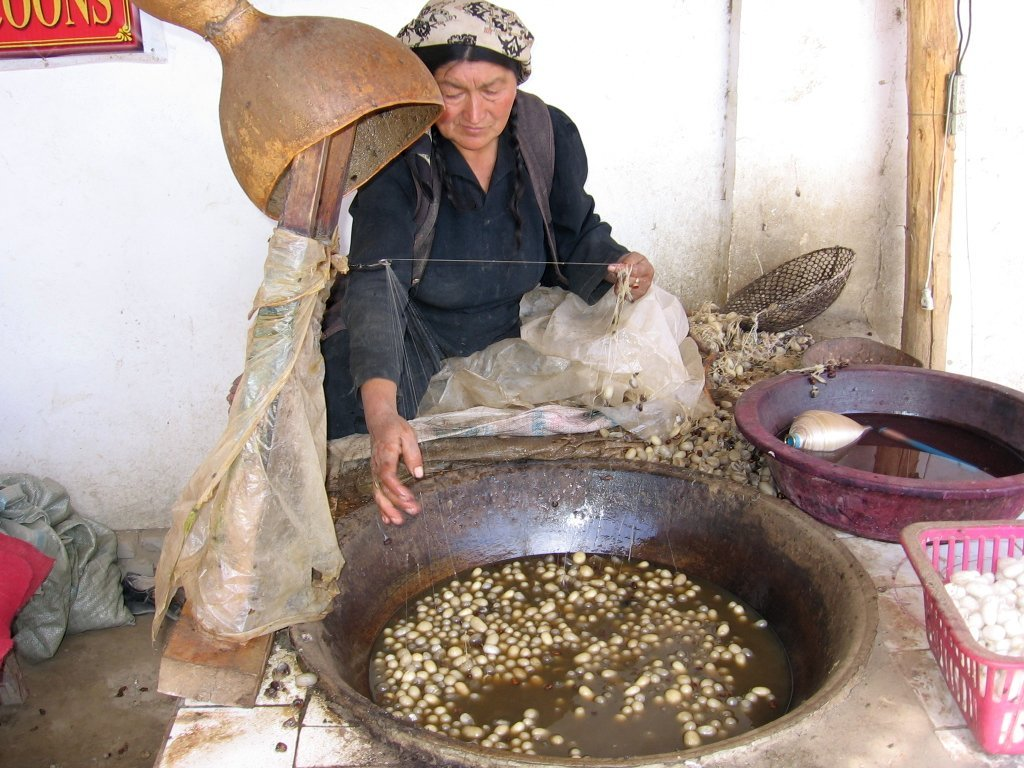
Producción de hilo de seda en Khotan, China.

Las técnicas de cría de gusanos de seda y de manipulación del capullo del gusano han variado poco con los años, siendo la técnica china la de uso más extendido. De todas formas, se han incluido como base de la dieta del gusano piensos artificiales con base en moreras, pero los resultados del producto son muy deficientes.
La larva del gusano, de apenas dos milímetros de largo, crece durante 5 o 6 semanas alimentada por hojas de morera en su variedad alba generalmente, hasta que alcanza una longitud de entre 7 y 8 centímetros. Las temperaturas no pueden bajar de los 20 °C ni superar los 35 °C. En instalaciones industriales de gran producción se cría a temperaturas superiores a los 40 °C, con elevados índices de humedad para favorecer el rápido desarrollo. Se colocan en jaulas expresamente dedicadas a tal fin. Tras la cuarta muda, el gusano confecciona el capullo o crisálida con seda que expulsa por un orificio situado en el labio inferior.
Para la elaboración del capullo se colocan fardos o haces de ramas secas de morera. Como el proceso de transformación de la crisálida dura unos 20 días, a los 10 los agricultores recogen los capullos y mediante vapor de agua ahogan al animal y secan de nuevo el capullo. Después los capullos se introducen en agua caliente a unos 90 °C y tras esto se comienza el devanado. Este es ya un proceso industrial.
Los filamentos individuales se combinan para formar hilos de coser, en un proceso llamado "lanzamiento", que se estira bajo tensión a través de varias guías y se enrolla en carretes. Este proceso de lanzamiento produce varios hilos según la cantidad y la dirección de la torsión. Los hilos se pueden doblar para formar un gran hilo (se hilan en longitud de grapa cortas; ver borra de seda). Después del secado, la seda cruda se envasa según la calidad.

### Etapas de producción
Las etapas de producción son las siguientes:
1. La polilla de seda hembra pone de 300 a 500 huevos.
2. Los huevos de polilla de seda eclosionan para formar larvas u orugas, conocidas como gusanos de seda.
3. Las larvas se alimentan de hojas de morera.
4. Habiendo crecido y mudado varias veces, el gusano de seda saca una fibra de seda y forma una red para sostenerse.
5. Se balancea de lado a lado en forma de '8', distribuyendo la saliva que formara la seda.
6. La seda se solidifica cuando entra en contacto con el aire.
7. El gusano de seda hace girar aproximadamente una milla de filamento y se encierra completamente en un capullo en unos dos o tres días. La cantidad de seda de calidad utilizable en cada capullo es pequeña. Como resultado, se requieren alrededor de 2500 gusanos de seda para producir una libra de seda cruda.[9]
8. Los capullos intactos se hierven, matando a la pupa del gusano de seda.
9. La seda se obtiene cepillando el capullo intacto para encontrar el extremo exterior del filamento.
10. Los filamentos de seda luego se enrollan en un carrete. Un capullo contiene aproximadamente 910 m de hilo de seda. La seda en esta etapa se conoce como seda cruda. Un hilo comprende hasta de 48 filamentos de seda individuales.

Mahatma Gandhi criticó la producción de seda basada en la filosofía Ahimsa de "no dañar a ningún ser vivo". También promovió la "seda de Ahimsa", hecha sin hervir la pupa para obtener la seda y la seda salvaje hecha de capullos de polillas de seda salvajes y semisalvajes. The Human League también criticó la sericultura en su primer sencillo "Being Boiled". La organización PETA también ha hecho campaña contra la seda.

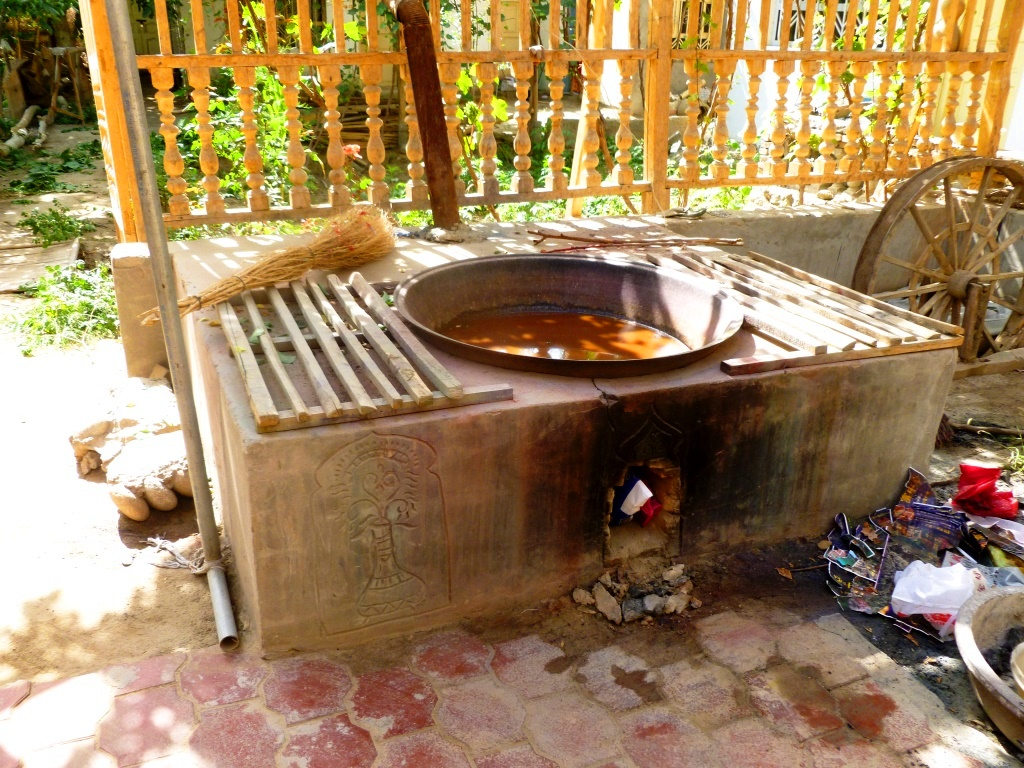
Tinte en sartén al fuego. Khotan
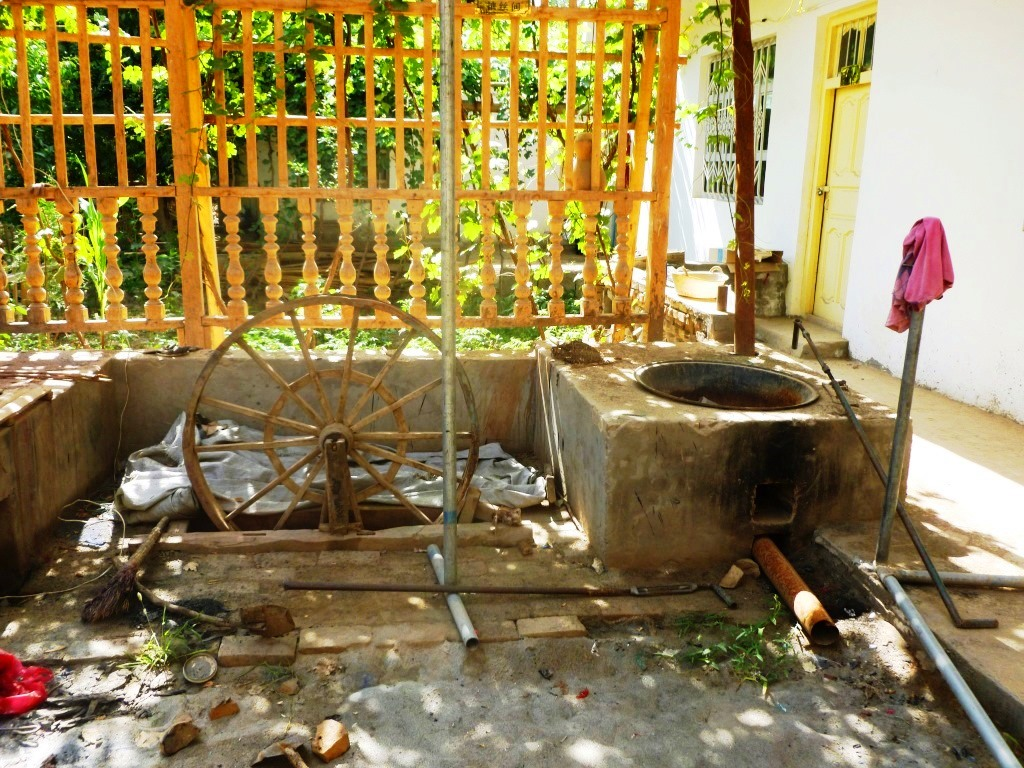
Equipo para desenredar capullos de seda. Khotan
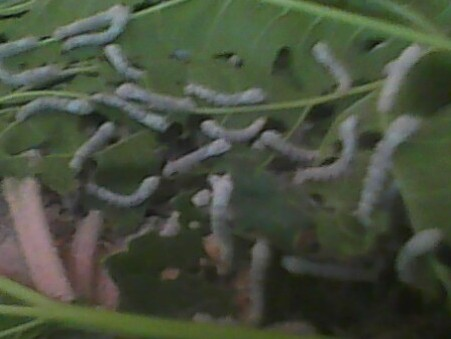
La tercera fase del gusano de seda
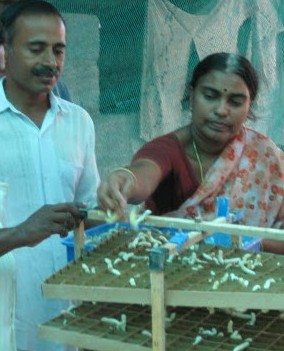
Gusanos de seda en un sistema rotativo moderno
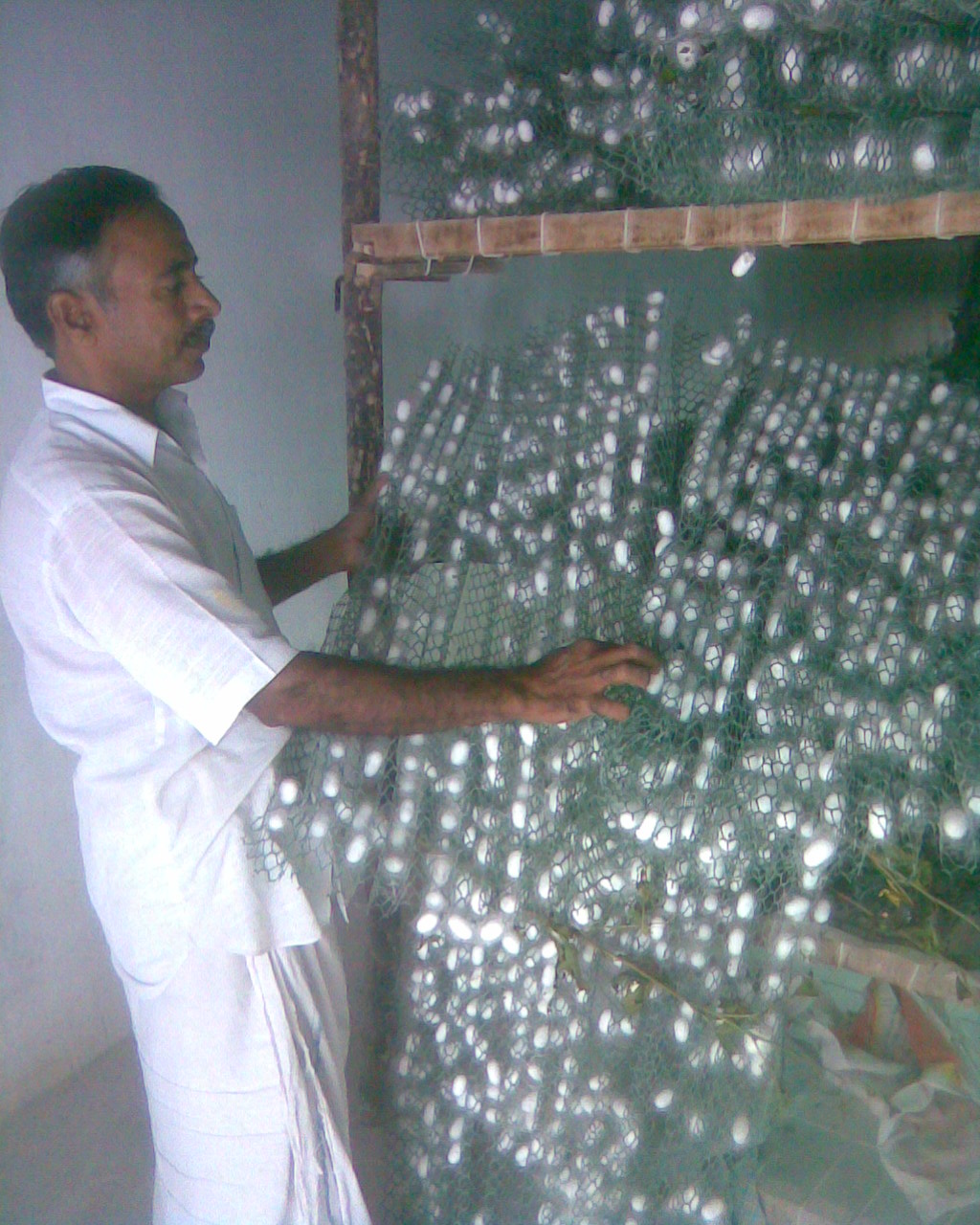
Capullos de seda montados

## Enfermedades del gusano de seda
Los gusanos de seda son muy sensibles al entorno y a las dolencias intestinales; no les gusta el sol directo, ni el aire viciado o con humo de tabaco, ni la suciedad y las heces acumuladas. No conviene cambiar su alimentación de una especie de morera a otra (de la Morus alba a la Morus nigra, aunque también pueden comer Maclura pomifera), porque algunos mueren al no poder soportar sus intestinos el cambio de dieta. Son sus enemigos naturales las hormigas y algunas veces mueren porque las hojas de morera están acidificadas por la contaminación o envenenadas con pesticidas, por lo cual hay que lavarlas antes y secarlas luego muy bien con un trapo. Además deben recogerse del árbol, sin que hayan tenido contacto con el suelo, ya que el hongo de la muscardina procede de allí. Cuando los gusanos están enfermos se retuercen en forma de U; pueden recuperarse si todavía les late la arteria dorsal cerca de la cola, con algo de calor. Sus enfermedades más importantes, que devastaron en forma de plaga diversos criaderos de seda en el pasado (como puede verse en el Museo de la Seda de Valencia), son la pebrina, causada por el hongo Nosema bombycis; la flacidez, que es la más grave y está producida por Cypovirus y densovirus; la amarillez, obra de un baculovirus, y la muscardina, producida por otro hongo, llamado antiguamente Botrytis bassiana y en la actualidad Beauveria bassiana. Las dos primeras fueron descubiertas por el bacteriólogo Louis Pasteur.

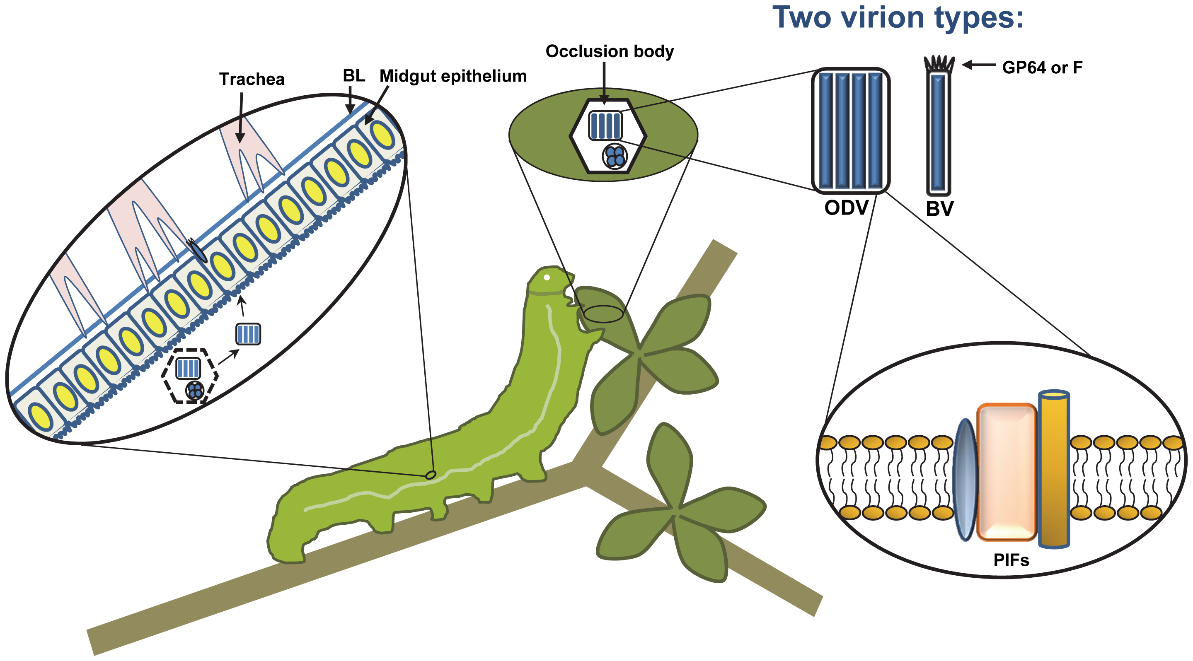
BmNPV y el gusano de la seda

BmNPV es el patógeno más importante de B. mori. La investigación del mecanismo de interacción entre BmNPV y su huésped, B. mori, ha sido relevante no solo para la sericultura, sino también para el control de plagas. Estudios como el de Chang y colaboradores demuestran mediante el cribado de BmEGCKLib que los procesos biológicos descritos anteriormente, como las vías de señalización de fagosomas y notch, están involucrados en la interacción entre BmNPV y el huésped.